# Мунтян Володимир Федорович
Володи́мир Фе́дорович Мунтя́н (нар. 14 вересня 1946, Котовськ, Одеська область, Українська РСР, СРСР) — радянський футболіст, майстер дриблінгу; згодом футбольний тренер. Як футболіст ставав сім разів чемпіоном СРСР, що є рекордом радянського футболу (окрім нього сім разів першість СРСР вигравав Олег Блохін). Двічі вигравав Кубок СРСР, володар Кубка Кубків УЄФА та Суперкубка УЄФА, учасник чемпіонату світу 1970 року.
Після завершення кар'єри гравця тренував українські та закордонні футбольні клуби, під його керівництвом збірна Гвінеї пробилася у фінальну частину Кубка Африки 1998 року. Працював старшим тренером молодіжного складу київського «Динамо». З березня 2014 року — президент громадської організації «Ветерани футбольного клубу «Динамо Київ»».

## Біографія
Батько — Федір Степанович Мунтяну (1911 р.н.), працював арматурником на асфальтобетонному заводі. Мати — Марія Леонтіївна Мунтян (1921 р.н., Павловськ (Воронезька область)), працювала нічною нянею в лікарні. У 1947 році[джерело?] разом з батьками переїхав до Києва.
Ще навчаючись у школі, був запрошений в команду «Динамо», у складі якої провів всю кар'єру. На думку фахівців того часу, вважався одним з найкращих півзахисників європейського футболу. Був визнаний найкращим футболістом 1969 року в СРСР (за версією тижневика «Футбол-хокей»). За збірну СРСР в 1968—1976 роках зіграв 49 матчів, забив 7 голів. Учасник чемпіонату світу 1970 року.
Будучи гравцем, закінчив Інститут фізкультури і юридичний факультет Київського державного університету, потім — аспірантуру факультету міжнародних відносин.
У 1978 році, керуючи автомобілем, Мунтян потрапив в аварію, в якій загинув його пасажир. Сам Мунтян з переломами двох шийних хребців та іншими травмами надовго опинився в лікарні. У результаті заведеної на нього кримінальної справи був позбавлений звання капітана МВС, тимчасово виключений з КПРС. Справу закрили через півроку у зв'язку з відсутністю складу злочину, а Мунтяна відновили в партії.
У 1980 році став граючим тренером київського СКА, одночасно працюючи в Київському вищому танковому інженерному військовому училищі на кафедрі фізичної підготовки факультету з підготовки іноземних фахівців. Потім Мунтян став головою Київської міської федерації футболу і членом президії Федерації футболу України.
У 1986—1988 роках працював на Мадагаскарі. Тренуючи клуб КОСФАП (Антананаріву), привів його до чемпіонського звання в 1988 році.
У 1992—1994 роках був головним тренером молодіжної збірної України. У 1994 році, спільно з Миколою Павловим, виконував обов'язки головного тренера національної збірної України. У 1995—1997 роках тренував збірну Гвінеї, вивівши її в 1998 році у фінальний турнір Кубка Африки. З 1998 по 2005 рік тренував різні клуби України і російську «Аланію». У 2008 році виконував обов'язки головного тренера молодіжної збірної України.
Голова Комітету національних збірних Федерації футболу України. З квітня 2007 року — президент Асоціації ветеранів футболу України .

## Статистика виступів за «Динамо»
| Клуб   | Сезон    | Чемпіонат | Чемпіонат | Кубок | Кубок | Єврокубки | Єврокубки | Всього | Всього |
| Клуб   | Сезон    | Ігри      | Голи      | Ігри  | Голи  | Ігри      | Голи      | Ігри   | Голи   |
| ------ | -------- | --------- | --------- | ----- | ----- | --------- | --------- | ------ | ------ |
| Динамо | 1965     | 3         | 0         | 4     | 0     | -         | -         | 7      | 0      |
| Динамо | 1966     | 26        | 8         | 2     | 0     | -         | -         | 28     | 8      |
| Динамо | 1967     | 19        | 4         | 1     | 0     | -         | -         | 20     | 4      |
| Динамо | 1968     | 36        | 5         | -     | -     | -         | -         | 36     | 5      |
| Динамо | 1969     | 27        | 6         | 3     | 2     | 4         | 2         | 34     | 10     |
| Динамо | 1970     | 25        | 3         | 2     | 0     | -         | -         | 27     | 3      |
| Динамо | 1971     | 18        | 6         | 2     | 0     | -         | -         | 20     | 6      |
| Динамо | 1972     | 30        | 9         | 3     | 1     | 6         | 1         | 39     | 11     |
| Динамо | 1973     | 28        | 6         | 9     | 2     | 5         | 0         | 42     | 8      |
| Динамо | 1974     | 22        | 2         | 4     | 2     | 8         | 2         | 34     | 6      |
| Динамо | 1975     | 29        | 2         | 0     | 0     | 4         | 0         | 33     | 2      |
| Динамо | 1976 (в) | 10        | 3         | 1     | 0     | -         | -         | 11     | 3      |
| Динамо | 1976 (о) | 13        | 1         | -     | -     | 8         | 1         | 21     | 2      |
| Динамо | 1977     | 16        | 2         | 3     | 0     | 0         | 0         | 19     | 2      |
| Всього | Всього   | 302       | 57        | 34    | 7     | 35        | 6         | 371    | 70     |

- Статистика в Кубках СРСР та єврокубках подана за схемою «осінь-весна» та зарахована в рік початку турніру

## Титули і досягнення
- Віце-чемпіон Європи: 1972

## Нагороди
- Орден князя Ярослава Мудрого V ст. (2020)[5]
- Орден «За заслуги» І ступеня (2015)[6].
- Орден «За заслуги» ІІ ступеня (2007)[7].
- Орден «За заслуги» ІІІ ступеня (2004)[8].